# 1-etil-3-(3-dimetilaminopropil)carbodiimida
La EDC (también EDAC o EDCI, acrónimos para N-(3-Dimetilaminopropil)-N′-etilcarbodiimida) es una carbodiimida soluble en agua, obtenida generalmente como su clorhidrato. Se le emplea típicamente en el rango de pH de 4.0-6.0. Se le usa generalmente como un agente activante de grupos carboxilos para el acople de aminas primarias que conduzcan a enlaces amida. Además, EDC puede ser utilizado también para activar grupos fosfato. Los usos comunes de esta carbodiimida incluyen la síntesis de péptidos, la reticulación de proteínas a ácidos nucleicos y la preparación de inmunoconjugados. La EDC se usa frecuentemente en combinación con la N-hidroxisuccinimida (NHS) o sulfo-NHS para incrementar la eficiencia en el acoplamiento o para crear productos estables reactivos a aminas.
La EDC también es usada en química orgánica para unir un ácido carboxílico a un alcohol, usando DMAP como catalizador.

## Preparación
a La EDC está disponible comercialmente. También puede ser preparada acoplando isocianato de etilo con N,N-dimetilpropano-1,3-diamina para producir una urea, seguida de deshidratación: